# 205

205(이백오)는 204보다 크고 206보다 작은 자연수다.

## 수학
- 합성수로, 그 약수는 1, 5, 41, 205다. 진약수의 합은 47이므로, 205는 부족수다.
  - 66번째 반소수다. 앞의 반소수는 203, 다음 반소수는 206이다.
- 피타고라스 삼조의 빗변의 길이이다.
  - {\displaystyle 84^{2}+187^{2}=205^{2}}[a]
  - {\displaystyle 133^{2}+156^{2}=205^{2}}[b]
- {\displaystyle 205=3^{2}+14^{2}=6^{2}+13^{2}}
  - 서로 다른 두 자연수의 제곱합으로 나타낼 수 있는 수다.
- {\displaystyle 3^{8}-1}은 205로 나누어떨어진다.

## 과학·기술
- NGC 205(= 메시에 110): 안드로메다자리 방향에 있는 왜소타원은하.
- HTTP 205 (Reset Content→콘텐츠 재설정): 서버가 요청을 성공적으로 처리했지만 콘텐츠를 표시하지 않으며, 요청자가 문서 보기를 다시 설정해야 함을 나타내는 HTTP 상태 코드.

## 교통

### 철도
- 철도차량
  - 일본국유철도 205계 전동차

- 철도역
  - 서울 지하철 2호선 동대문역사문화공원역의 역번호.
  - 부산 도시철도 2호선 벡스코역(구. 시립미술관역)의 역번호.
  - 대구 도시철도 2호선은 205번 역이 없고, 216번부터 시작한다.

### 도로
- 국도 제205호선
  - 일본 205번 국도: 나가사키현 사세보시에서 히가시소노기군 히가시소노기정까지 이어지는 일본의 국도.
  - 중국 205번 국도
- 기타 도로
  - 현도 제205호선

## 문화유산
- 대한민국의 국보 제205호: 충주 고구려비
- 대한민국의 보물 제205호: 대승아비달마잡집론소 권13~14
- 대한민국의 사적 제205호: 파주 삼릉

## 방송
- 스카이라이프의 MBC 스포츠플러스 채널 번호.
- B tv의 i 쇼 채널 번호.
- U+ TV의 영어 국제 방송인 아리랑TV 채널 번호.
- LG헬로비전의 카툰네트워크 채널 번호.
- KT HCN의 MBN플러스 채널 번호.
- 《WWE 205 라이브》

## 기타
- 날짜: 2월 5일
- 연도: 205년, 기원전 205년